# マチョ谷翔平
マチョ谷翔平（マチョたにしょうへい、1996年6月14日 - ）は、日本のものまねタレント。
ユニフォームを着ていなくても大谷翔平に似ていると口々に言われていたことからユニフォームを着てみようと思うようになり、元は銀行員であったが退職してものまねタレントに至る。

## 概要
関西学院中学部・高等部を経て関西学院大学卒業。母の故郷の那覇市で生まれ、父の故郷の尼崎市で育つ。
兵庫県の銀行に就職したが、コロナ禍を機に生き方を見つめ直し、趣味を仕事にしたいと考え、トレーナーの資格を取得し沖縄に転居してトレーナーとして勤務。SNSに筋トレの動画を上げると大谷翔平に似ているというコメントが多く寄せられ、25歳より大谷翔平のユニフォームを揃えSNSに大谷翔平のものまねの写真を上げるようになる。当時、2023 ワールド・ベースボール・クラシックで日本が優勝した効果もありものまねが反響を呼ぶようになるとトレーナーよりもものまねタレントとしての仕事の方が多くなる。ものまねの精度は高くバッティングフォームも見事にできているため、大谷本人だと思い込んだ外国人から応援メッセージが送られたこともあった。
2020年には大阪で行われたフィジークの大会で準優勝をしていた。
2023年3月16日に東京ドームで行われる2023 ワールド・ベースボール・クラシックの準々決勝を観戦する予定であるということをTwitterに投稿。この頃、野球日本代表の活躍が連日話題になると共にマチョ谷に注目が集まっていた。
2023年10月14日に行われた笠松競馬場の秋祭りに登場。メインステージで注目を集めた。同年5月にテレビのものまね番組に出演するも勝ち抜くことができなかったため、今度はノーカットで見せたいと思い出演した。
2023年12月18日に放送された『ぐるぐるナインティナイン』に怪我をしている岡村隆史の代打として出演。
2024年2月17日に中日ドラゴンズのキャンプが行われていた北谷公園野球場に登場。大谷の元同僚であった中田翔に大谷目線でメッセージを送った。
2024年3月20日にロサンゼルス・ドジャースの開幕戦が行われている韓国の野球場前に大谷翔平のユニフォームを来て登場。韓国の大谷翔平ファンに記念撮影を求められた。
2024年6月15日に放送された『爆笑そっくりものまね紅白歌合戦スペシャル』に出演。大谷翔平のものまねを披露した。
2024年7月19日、ニッチローが自身のInstagramを更新、マチョ谷と初対面をした様子を投稿。マチョ谷を、本当にホームランを打ちそうな体、爽やかな笑顔、犬も好きそうな優しい青年、などと評価。ニッチローは先輩としてお〜いお茶を飲みなさいと突っ込みを入れ、今後はお～いお茶しか飲みませんとマチョ谷は返した。